# (6057) Robbia
(6057) Robbia es un asteroide perteneciente al cinturón exterior de asteroides, región del sistema solar que se encuentra entre las órbitas de Marte y Júpiter, descubierto el 16 de octubre de 1977 por Cornelis Johannes van Houten en conjunto a su esposa también astrónoma Ingrid van Houten-Groeneveld y el astrónomo Tom Gehrels desde el Observatorio del Monte Palomar, Estados Unidos.

## Designación y nombre
Designado provisionalmente como 5182 T-3. Fue nombrado Robbia en homenaje a Luca della Robbia y su familia de escultores italianos. Además de Donatello y Ghiberti, fue el mayor escultor del Renacimiento temprano. Su primera escultura fue el púlpito de mármol en la catedral de Florencia, y también hizo relieves para su campanario. Es reconocido principalmente por sus relieves de arcilla con esmalte de colores.

## Características orbitales
Robbia está situado a una distancia media del Sol de 3,320 ua, pudiendo alejarse hasta 3,652 ua y acercarse hasta 2,988 ua. Su excentricidad es 0,100 y la inclinación orbital 17,81 grados. Emplea 2210,11 días en completar una órbita alrededor del Sol.

## Características físicas
La magnitud absoluta de Robbia es 11,8. Tiene 29,368 km de diámetro y su albedo se estima en 0,043. 